# Austrochaperina
Austrochaperina (sapos-assobiadores) é um gênero de anfíbios da família Microhylidae. 
São presentes na Nova Guiné, Nova Bretanha e Austrália.

## Descrição
Austrochaperina são anuros bastante generalizados em sua morfologia e parecem habitar principalmente a serrapilheira. 
Eles atingem tamanhos máximos entre 20 e 50 mm, de comprimento do focinho à cloaca. 
As pontas dos dedos das mãos e dos pés são achatadas e semelhantes a discos. A maioria das espécies não possui membranas nos dedos dos pés.

## Espécies
As seguintes espécies são reconhecidas:
- Austrochaperina adamantina (Zweifel, 2000)
- Austrochaperina adelphe (Zweifel, 1985)
- Austrochaperina alexanderi (Günther, Richards, and Dahl, 2014)
- Austrochaperina aquilonia (Zweifel, 2000)
- Austrochaperina archboldi (Zweifel, 2000)
- Austrochaperina basipalmata (Van Kampen, 1906)
- Austrochaperina beehleri (Günther and Richards, 2019)
- Austrochaperina blumi (Zweifel, 2000)
- Austrochaperina brachypus (Günther and Richards, 2019)
- Austrochaperina brevipes (Boulenger, 1897)
- Austrochaperina fryi (Zweifel, 1962)
- Austrochaperina fulva (Günther and Richards, 2019)
- Austrochaperina gracilipes (Fry, 1912)
- Austrochaperina hooglandi (Zweifel, 1967)
- Austrochaperina kosarek (Zweifel, 2000)
- Austrochaperina laurae (Günther, Richards, and Dahl, 2014)
- Austrochaperina macrorhyncha (Van Kampen, 1906)
- Austrochaperina mehelyi (Parker, 1934)
- Austrochaperina minutissima (Günther, 2009)
- Austrochaperina novaebritanniae (Zweifel, 2000)
- Austrochaperina palmipes (Zweifel, 1956)
- Austrochaperina parkeri (Zweifel, 2000)
- Austrochaperina pluvialis (Zweifel, 1965)
- Austrochaperina polysticta (Méhely, 1901)
- Austrochaperina punctata (Van Kampen, 1913)
- Austrochaperina robusta (Fry, 1912)
- Austrochaperina rudolfarndti (Günther, 2017)
- Austrochaperina septentrionalis (Allison and Kraus, 2003)
- Austrochaperina yelaensis (Zweifel, 2000)